# 快楽!じゃま式ランキング
『快楽!じゃま式ランキング』（かいらく じゃましきランキング）は、2000年4月21日から同年8月18日までテレビ東京系列局で放送されていたテレビ東京製作の情報バラエティ番組である。放送時間は毎週金曜 19:00 - 19:54 （日本標準時）。

## 概要
世の中のありとあらゆる物をランキング形式で紹介していた番組で、お笑いコンビのホンジャマカが司会を務めていた。
番組は、他の情報番組が取り上げていそうなグルメランキングを紹介した後に番組独自のランキングを紹介する「ごもっとも & じゃま式ランキング」のコーナー、司会の石塚英彦がベスト10にランクインした甘味を食べ歩く「石ちゃんの甘味食いまくリンタウン」のコーナー、ゲストが自身のコレクションなどをランキング形式で紹介する「ゲストのGO!GO!ランキング」のコーナー、過去の流行や大ヒット商品などをランキング形式で振り返る「Back to the Ranking」のコーナーによって構成されていた。また、上記以外にもどのようなランキングを見たいのかを視聴者から募集していた。
しかし、2000年4月クール（4月3日 - 5月21日、第7週まで）の視聴率は3.5%と不調だったため、番組は秋の改編を待たずして打ち切られた。

## 出演者

### 司会
- ホンジャマカ（恵俊彰・石塚英彦）

### その他の主な出演者
- 大竹まこと（シティボーイズ）[2]
- 真中瞳[3] - 2000年7月28日放送分まで出演。
- 田嶋洋子[4]